# Abla Bensenouci
Abla Bensenouci (en arabe : عبلة بن سنوسي), né le 22 décembre 2000 à Oran en Algérie, est une footballeuse international algérienne évoluant au poste de milieu de terrain au sein du club saoudien d'Al-Ahli FC.

## Carrière en club
Abla Bensenouci commence à jouer au football à l'AS Intissar Oran, dans sa ville natale d'Oran. En 2021, elle rejoint le FC Constantine (aujourd'hui CS Constantine), puis Al Ahli SFC dans le championnat saoudien en 2022.

## Carrière internationale
En 2019, Bensenouci représente l'équipe nationale algérienne des moins de 20 ans lors du Tournoi féminin des moins de 20 ans de l'UNAF 2019 ainsi qu'aux Jeux africains de 2019.
En 2021, Bensenouci intègre l'équipe senior d'Algérie et prend part à la Coupe arabe féminine de football 2021.

## Palmarès

### En club
Al-Ahli FC (1)
- Championnat d'Arabie saoudite féminin :
  - Vice-championne : 2023-24
- Coupe d'Arabie saoudite (1) :
  - Vainqueur : 2023-24